# Tribsees
Tribsees ist eine vorpommersche Landstadt und Gemeinde in Mecklenburg-Vorpommern im Süden des Landkreises Vorpommern-Rügen. Sie ist Sitz des Amtes Recknitz-Trebeltal und bildet für ihre Umgebung ein Grundzentrum.

## Geografie

### Geografische Lage

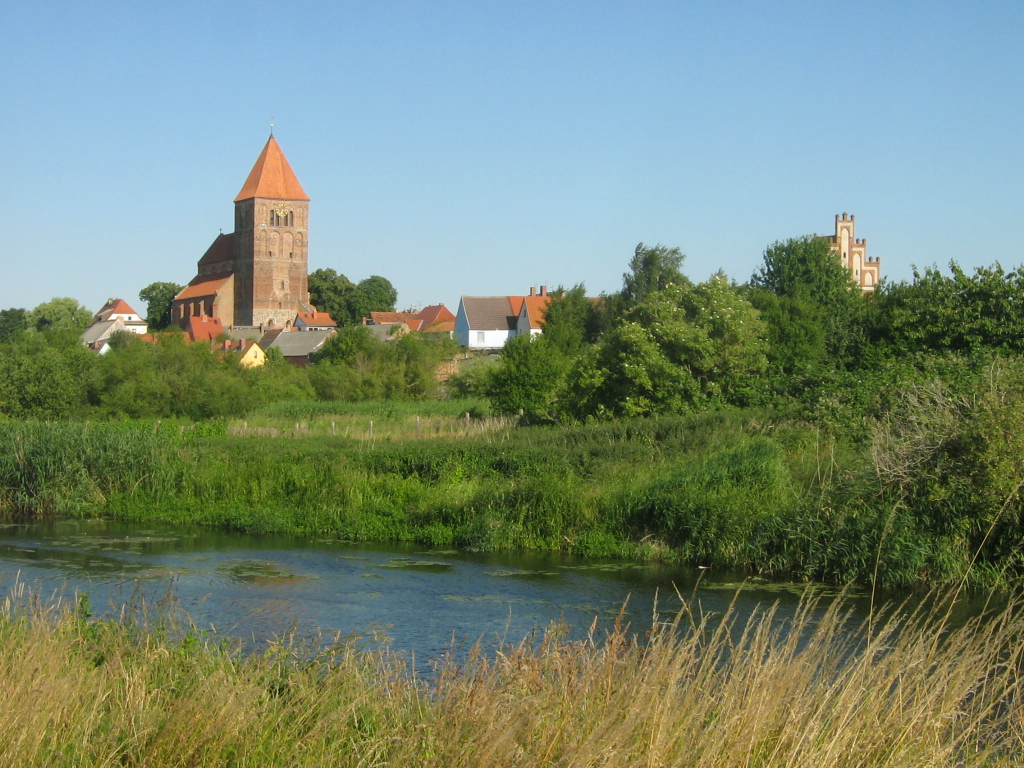
Die Trebel bei Tribsees

Tribsees liegt zwischen Rostock und Greifswald an der Trebel und unweit der Recknitz in einer dünn besiedelten Region. Im Mecklenburgisch-Vorpommerschen Grenztal liegt die Stadt auf der pommerschen Seite der Trebel. Nördlich der Stadt befinden sich das Grenztalmoor sowie die Mündung der Blinden Trebel in die Trebel.

### Stadtgliederung
Tribsees besteht aus folgenden Ortsteilen:
- Tribsees
- Landsdorf
- Rekentin
- Siemersdorf
- Stremlow

### Nachbargemeinden
Nachbargemeinden von Tribsees sind: Hugoldsdorf im Norden, Drechow und Gremersdorf-Buchholz im Nordosten, Gransebieth im Osten, Grammendorf im Südosten, Deyelsdorf im Süden, Lindholz im Südwesten, Bad Sülze (Stadt) im Westen und Eixen im Nordwesten.

## Geschichte

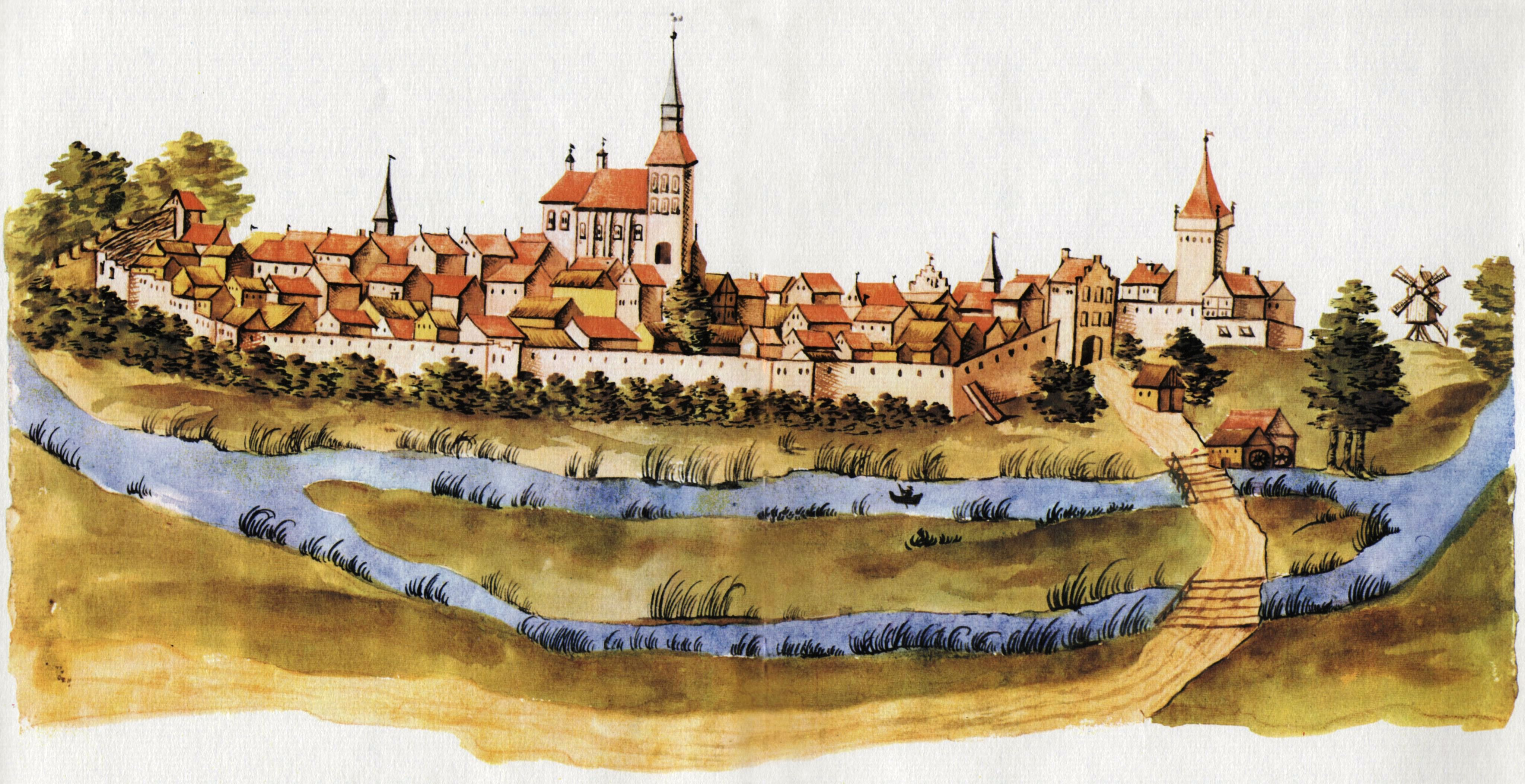
Tribsees in der Stralsunder Bilderhandschrift 1615

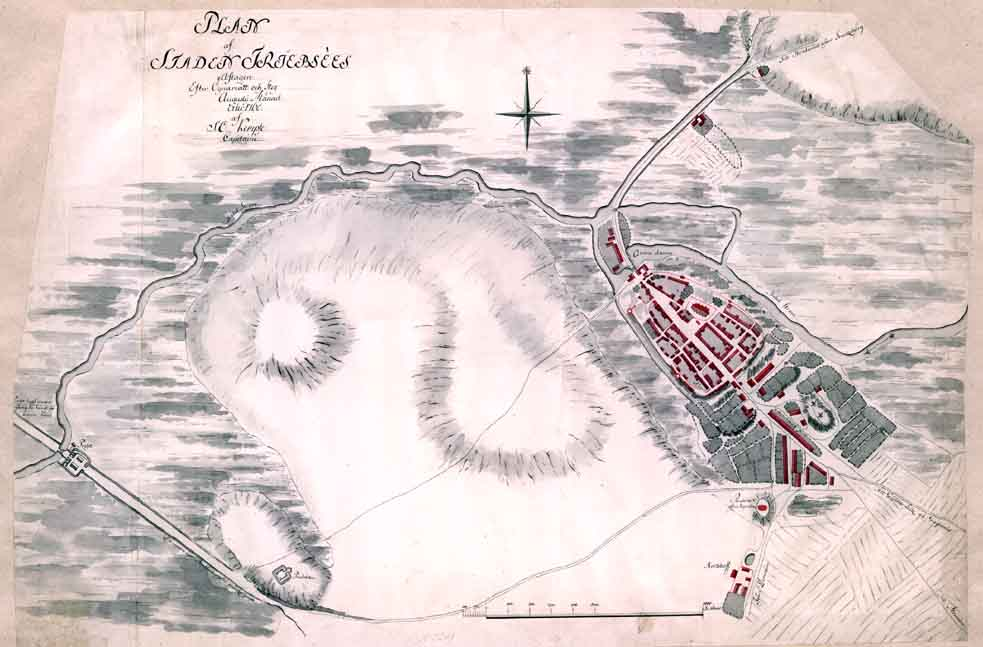
Tribsees mit Trebelpaß-Schanzen 1760

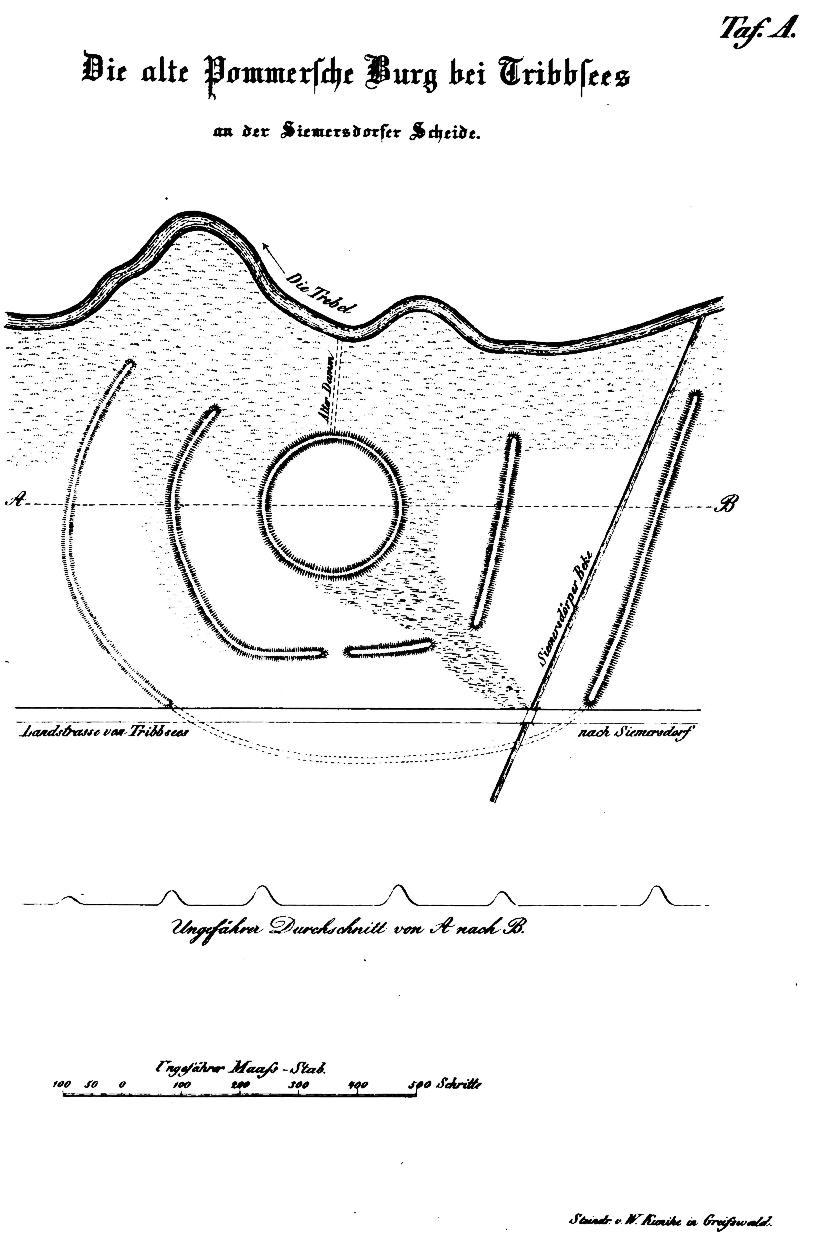
Zeichnung der Burg „Castellanei“ von Tribsees um 1136

### Tribsees
In der Matrikelkarte von 1696 ist eine markante Insel eingezeichnet. Schon länger wurde an der Stelle des Gerberhofes im Norden Tribsees eine Burganlage vermutet. Bei Bauarbeiten für eine neue Trebelbrücke im Jahr 2010 traf man auf die Reste einer hölzernen Kastenkonstruktion, die man als Teil einer Slawenburg aus der mittel- bis spätslawischen Zeit (800 bis 1200) deutete.
Östlich der Stadt befindet sich ebenfalls ein großer slawischer Burgwall, die so genannte „Castellanei“. Es sind Reste eines obertägig weitgehend zerstörten, ursprünglich mehrgliedrigen Burgwalles, bei dem es sich vielleicht um die Hauptburg des früheren Landes Tribsees (Tribuzes) handelt. Bei einer Urkunde von 1136 war eine Skizze dieser Burganlage vorhanden, die bei Hasselbach 1849 modernisiert wiedergegeben wurde. Durch die wenigen Funde ist die Anlage nicht sicher genauer zu datieren.
Der Name der Stadt dürfte sich aus dem Slawischen von treb oder trebez (polnisch: „trzebiez“) gleich Gereut, Rodung ableiten.

995 benannte der Annalist von St. Gallen die Tribeden als Stammesnamen in dem Gebiet. Die Landschaft Tribsees wurde erstmals 1136 urkundlich erwähnt, eine Burg Tribsees erstmals 1140. 1241 wurde in Lübeck das Tribseeser Scheffelmaß erwähnt. Von 1245 bis 1456 besaß das Kloster Neuenkamp das Patronat über die Kirche von Tribsees. 1285 erfolgte die Bestätigung des Lübischen Stadtrechts durch Fürst Wizlaw II. von Rügen, doch trat Tribsees bereits zuvor in einer Urkunde von 1267 als deutsche Stadt auf; der Rat schloss mit Stralsund einen Vergleich über die Anerkennung gegenseitiger Zeugnisse und bekräftigte ihn mit dem Stadtsiegel. Tribsees war nach Stralsund und Barth der bevorzugte Aufenthaltsort der Fürsten von Rügen, wie die von ihnen ausgestellten Urkunden zeigen.
Infolge des Ersten Rügischen Erbfolgekrieges kam Tribsees 1328 an Mecklenburg, das es erst 1355 nach dem Zweiten Rügischen Erbfolgekrieg an Pommern-Wolgast als Erbe der 1325 ausgestorbenen Fürsten von Rügen zurückgab.
Tribsees war ein wichtiger Grenzübergang nach Westen; in der am Ostrand der Stadt gelegenen Burg amtierte ein herzoglicher Vogt, später Amtshauptmann, der seit dem Ende des 15. Jahrhunderts auch die benachbarte Vogtei Grimmen mit verwaltete.
Nach dem Kataster von 1624 zählte die Stadt Tribsees 87 ganze und 71 halbe Erben.
Im Dreißigjährigen Krieg wurde Tribsees als Grenzort stärker befestigt und später von Wallenstein besetzt. Nach Ende des Krieges gehörte Tribsees zu Schwedisch-Pommern. Im Jahr 1702 brannte die Stadt fast vollständig ab. Zur Unterstützung des Wiederaufbaus wurde eine allgemeine Kollekte im Königreich Schweden veranstaltet, 1706 gab es in der Stadt bereits wieder 58 Wohnhäuser.
Am Ende des 18. Jahrhunderts hatte die Stadt etwas über 1000 Einwohner. Nach dem Wiener Kongress von 1815 wurde Tribsees, wie das ganze frühere Schwedisch-Pommern, preußisch. Der Anschluss an das Eisenbahnnetz erfolgte 1895 mit der Einweihung der Franzburger Südbahn nach Velgast.
Wie viele anderen Städte trieb die Weltwirtschaftskrise Tribsees 1931 in die Zahlungsunfähigkeit. Im Zweiten Weltkrieg, noch kurz vor Kriegsende, sprengten SS-Verbände die Eisenbahnbrücke.
Zu DDR-Zeiten gab es in Tribsees u. a. folgende Betriebe: VEB (K) Bau Tribsees, VEB Pumpenreparaturen Oschersleben, Betriebsteil Tribsees, VEB Möbelwerk Tribsees, Konsum Mineralwasserfabrik Tribsees, LPG Pflanzenbau / LPG Tierproduktion.
1991 wurde Tribsees, ungewöhnlich für eine so kleine Stadt, Modellstadt der Städtebauförderung in den neuen Ländern. Der historische Stadtkern der Landstadt an der Trebel wurde saniert.
Königliches Hauptzollamt
Tribsees war von 1821 bis 1827 Sitz des Nebensteueramtes des Hauptzollamtes Greifswald. Mit der Neuorganisation der bestehenden Hauptzollämter Greifswald, Stralsund und Wolgast wurde in Tribsees ein viertes Hauptzollamt etabliert. Es war das einzige Festlandhauptzollamt und seine Gründung ein Hinweis auf den immer umfangreicher werdenden Warenaustausch mit dem mecklenburgischen Herrschaftsgebiet. Mit Inkrafttreten des Norddeutschen Bundes 1867 erübrigten sich die Aufgaben dieses Hauptzollamtes. So wurden die Gebäude am Markt der Stadt Tribsees 1869 per Auktion veräußert und der Betrieb eingestellt.

### Landsdorf
Der Name Landsdorf könnte auf die Zugehörigkeit zum Lande verweisen, also unmittelbar auf den Besitz der Pommernherzöge (die sogenannten herzoglichen Tafelgüter), oder sich aus einer über die Jahrhunderte verkürzten Version des Dorfnamens Lambrechtsdorf ableiten. Bereits in einer Urkunde vom 1. Februar 1285 verkauft Wizlaw II., Fürst zu Rügen, dem Kloster Neuenkamp 1 Hufe des Dorfes Lambrectesdorp / Lambrechtesdorp (PUB Bd. 2 Abt. 2. 1278–1286). Am 18. Januar 1301 gestattet Wizlaw III., Fürst zu Rügen, dem Kloster Neuenkamp zwei weitere Hufen in Lambrechtesdorp zu erwerben (PUB Bd. IV. 1301–1310). Auf Kartenwerken des 16. Jahrhunderts findet sich besagtes Dorf Lambrechtsdorf. Karten des 18. Jahrhunderts hingegen geben dann den Ortsnamen Lambsdorf oder Landsdorf wieder. Im 16. Jahrhundert hielt auch die Familie von Behr ritterschaftliche Anteile an den Gesamthufen des Gutes. Im frühen 18. Jahrhundert lässt sich die Familie von Beringe nachweisen, die 1822 die letzten Domanialhufen erwarb. 1834 verpachteten sie das etwa 650 Hektar umfassende Gut an einen Herrn J. Holtz. 1854 trat Herr F. Wüstenberg in das Pachtverhältnis mit den von Beringe ein. Im Jahre 1862 wurde Herr A. Eggert Pächter dieses Gutes. 1879 wird die Familie von Beringe noch als Eigentümer im Güteradressbuch erwähnt. 1888 wird Herr A. Eggert als Besitzer des Gutes in den Unterlagen geführt. Dieser veräußerte es dann 1905 an Herrn F. Hahn, der das Gut bis zu seiner Enteignung 1945 besaß. Das neoklassizistische Gutshaus von nach 1862, mit einem Nord/Ost-Flügel von nach 1905, war nach 1945 sowjetische Kommandantur, dann Flüchtlingsunterkunft bzw. Wohnhaus mit Gaststätte und Konsum. Es wurde 2001 Ferienhaus. Der Gutspark ist gut erhalten und wurde zu seinem Zustand vor 1945 noch erweitert; dafür sind aber die umfangreichen Gutsgebäude verschwunden.

### Rekentin
Das Gut Rekentin war u. a. im Besitz der Familien de Rekentin (1255–1653), von Peterswald (ab 1756), von Behr-Negendanks (19. Jahrhundert), Westphal (ab 1859), von Bassewitz (ab 1881) und von Calließ (ab 1890); 1908 wurde das Gut aufgesiedelt. Das klassizistische Gutshaus stammt aus der zweiten Hälfte des 19. Jahrhunderts. Gutshaus, Gutsanlage und Park sind noch weitestgehend erhalten.

### Stremlow
Gutsbesitzer in Stremlow waren u. a. die Pommernherzöge und – zum geringeren Teil – das Kloster Neuenkamp sowie die Familie Adam Behr (ab 1591, möglicherweise schon seit dem 13. Jahrhundert). Dem Georg von Behr nahm der schwedische Feldmarschall Johan Baner 1638 das Gut und schenkte es Oberst Hans Wachtmeister. 1815 kaufte es Oberst Gustav Bernhard von Hennigs und 1883 Georg von Bülow (1883–1945, 650 Hektar) für 650.000 Mark. Seit 1918 war bis 1945 Herbert von Bülow der Besitzer.
Das Gutshaus stammte von nach 1883; es war – durch Brand beschädigt – nach 1945 Flüchtlingsunterkunft, später Verwaltungssitz der Maschinen-Traktoren-Station (MTS), dann der LPG, außerdem war im Haus eine Konsum-Verkaufsstelle. Eigentümer wurde dann der Kreisbetrieb für Landtechnik (KFL), der in den Wirtschaftsgebäuden des Gutes etabliert war. In den 1970er Jahren wurde das Haus geräumt und stand danach leer. Der KFL ließ das Gutshaus 1988 wegen nicht reparabler Baumängel und Schäden abreißen.
Nach 1990 etablierte sich im ehemaligen Gutsareal der „Strukturförderverein Trebeltal“. Dieser richtete in den Gebäuden Werkstätten für ABM-Projekte ein. So wurde eine Heimatstube, eine landwirtschaftliche Gerätesammlung, eine Steinofen-Brotbäckerei, ein Streichelzoo, ein Biker-Hotel und eine Slawensiedlung mit Blockhäusern, Viehställen, Brennofen und Teerschwelerei aufgebaut. Park und Dorfgelände wurden restauriert und gepflegt.
Wahrzeichen des Dorfes ist eine alte Eiche mit einem Storchennest oben auf dem Stumpf.

### Eingemeindungen
Landsdorf wurde am 1. Juli 1950, der Nachbarort Siemersdorf am 13. Juni 1999 nach Tribsees eingemeindet.

### Kreis- und Amtszugehörigkeit
Tribsees war von 1818 bis 1945 Teil des preußischen Landkreises Grimmen in der Provinz Pommern, bis 1932 im Regierungsbezirk Stralsund, danach im Regierungsbezirk Stettin. Ab 1945 gehörte der Kreis Grimmen zum neu gebildeten Land Mecklenburg-Vorpommern (ab 1947 Mecklenburg). Von 1952 bis 1994 war Tribsees eine von drei Städten im Kreis Stralsund des DDR-Bezirks Rostock (ab 1990 im Land Mecklenburg-Vorpommern). Ab der Kreisgebietsreform 1994 gehörte die Stadt zum Landkreis Nordvorpommern, seit der Kreisgebietsreform 2011 ist sie Teil des Landkreises Vorpommern-Rügen.
Seit 1992 bildete Tribsees zusammen mit den Gemeinden Drechow, Hugoldsdorf und Siemersdorf das Amt Tribsees. Am 15. Februar 2004 fusionierten die Ämter Tribsees und Bad Sülze sowie die Gemeinden Deyelsdorf, Grammendorf und Gransebieth zum Amt Recknitz-Trebeltal.

## Bevölkerung
| Jahr | Einwohner |
| ---- | --------- |
| 1830 | 1.836     |
| 1861 | 3.692     |
| 1925 | 3.168     |
| 1970 | 4.264     |

| Jahr | Einwohner |
| ---- | --------- |
| 1990 | 3.194     |
| 1995 | 3.044     |
| 2000 | 3.374     |
| 2005 | 2.959     |
| 2010 | 2.630     |
| 2015 | 2.732     |

| Jahr | Einwohner |
| ---- | --------- |
| 2020 | 2.598     |
| 2021 | 2.623     |
| 2022 | 2.669     |
| 2023 | 2.694     |

Stand: 31. Dezember des jeweiligen Jahres

## Politik

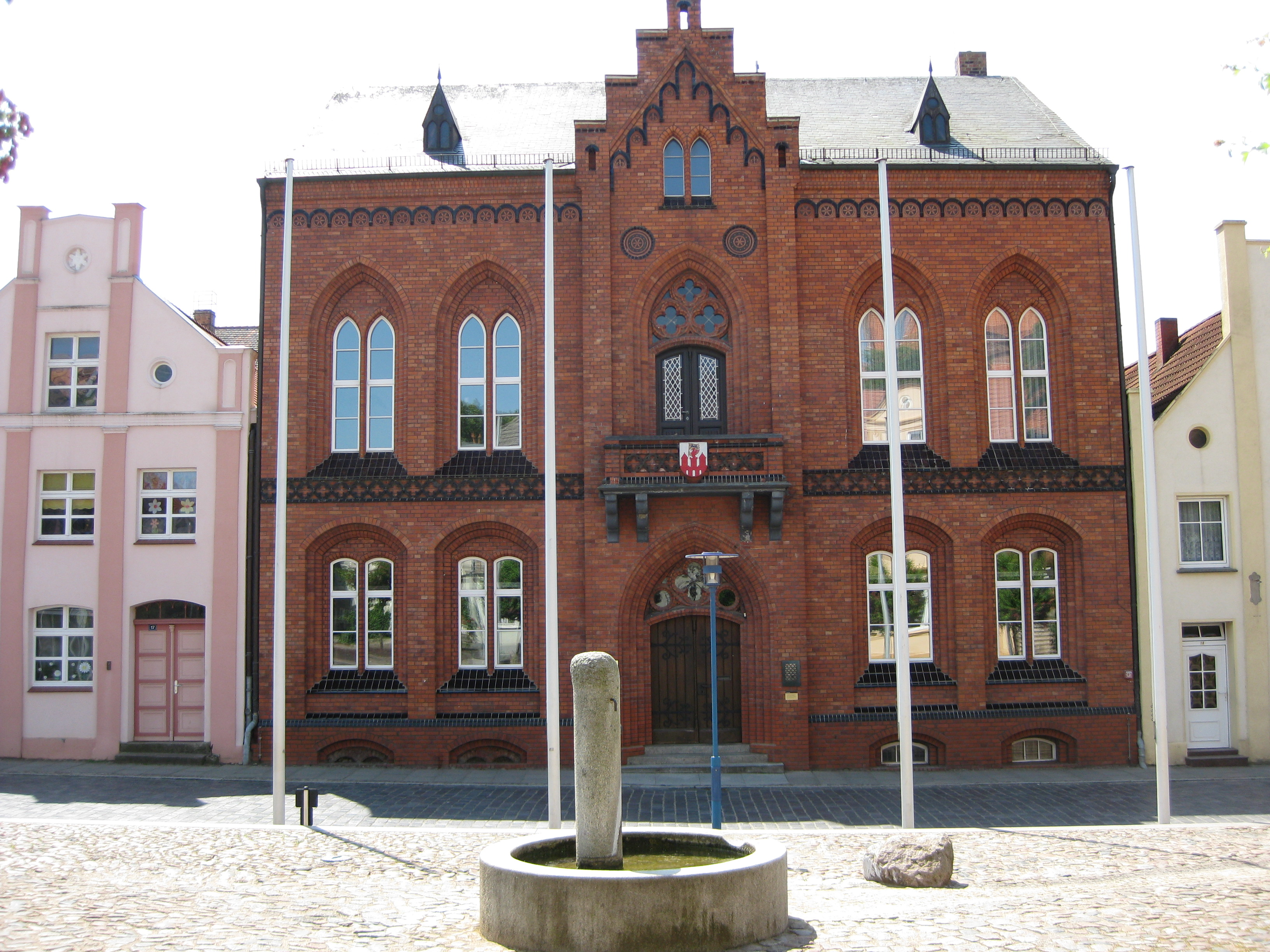
Rathaus (Sitz des Bürgermeisters und der Amtsverwaltung)

### Stadtvertretung
Die Stadtvertretung von Tribsees besteht aus 12 Mitgliedern. Die Kommunalwahl am 9. Juni 2024 führte bei einer Wahlbeteiligung von 62,2 % zu folgendem Ergebnis:
| Partei / Wählergruppe                             | Stimmenanteil 2019 | Sitze 2019 |  | Stimmenanteil 2024 | Sitze 2024 |
| ------------------------------------------------- | ------------------ | ---------- |  | ------------------ | ---------- |
| Freie Wählergemeinschaft „Wir für Tribsees“ (FWG) | 48,0 %             | 6          |  | 43,7 %             | 5          |
| CDU                                               | 40,7 %             | 5          |  | 43,1 %             | 5          |
| Heimat ist Tribsees (HiT)                         | –                  | –          |  | 13,2 %             | 2          |
| Einzelbewerber Jörg Kühnhold                      | 07,9 %             | 1          |  | –                  | –          |
| Einzelbewerber Enrico Braun                       | 03,4 %             | –          |  | –                  | –          |
| Insgesamt                                         | 100 %              | 12         |  | 100 %              | 12         |

### Bürgermeister
- bis 2009: Lothar Schimmelpfennig
- 2009–2019: Thomas Molkentin (CDU)[19]
- seit 2019: Bernhard Zieris (Wir für Tribsees)

Zieris wurde in der Bürgermeisterwahl am 26. Mai 2019 mit 54,7 Prozent der gültigen Stimmen gewählt. Er wurde am 9. Juni 2024 mit 78,8 % der gültigen Stimmen in seinem Amt bestätigt. Seine Amtsdauer beträgt fünf Jahre.

### Wappen

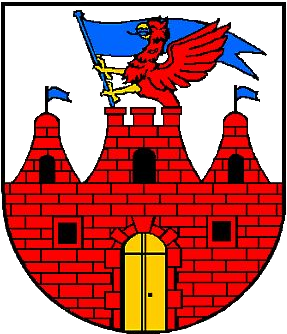
Altes Wappen von Tribsees bis 2000

Das Wappen wurde am 20. Juni 2000 durch das Innenministerium bestätigt und unter der Nr. 210 der Wappenrolle von Mecklenburg-Vorpommern registriert.
Blasonierung: „In Silber eine rote Burg mit Zinnemauer und drei offenen Toren, zwei Seitentürmen mit Spitzdächern und Knäufen sowie einem gezinnten Mittelturm, aus dem ein gold bewehrter roter Greif aufwächst, in den Fängen einen goldenen Fahnenstock mit einer dreilätzigen Lehnfahne haltend, die im goldenen Feld einen schreitenden, rotgezungten, blauen Löwen zeigt.“
Das Wappen wurde 1999 von dem Schweriner Heraldiker Heinz Kippnick neu gezeichnet.

### Flagge
Die Flagge ist gleichmäßig längsgestreift von Rot und Silber (Weiß); in der Mitte liegt, auf jeweils zwei Drittel des roten und silbernen (weißen) Streifen übergreifend, das Stadtwappen. Die Länge des Flaggentuches verhält sich zur Höhe wie 5:3.

## Sehenswürdigkeiten

### Bauwerke

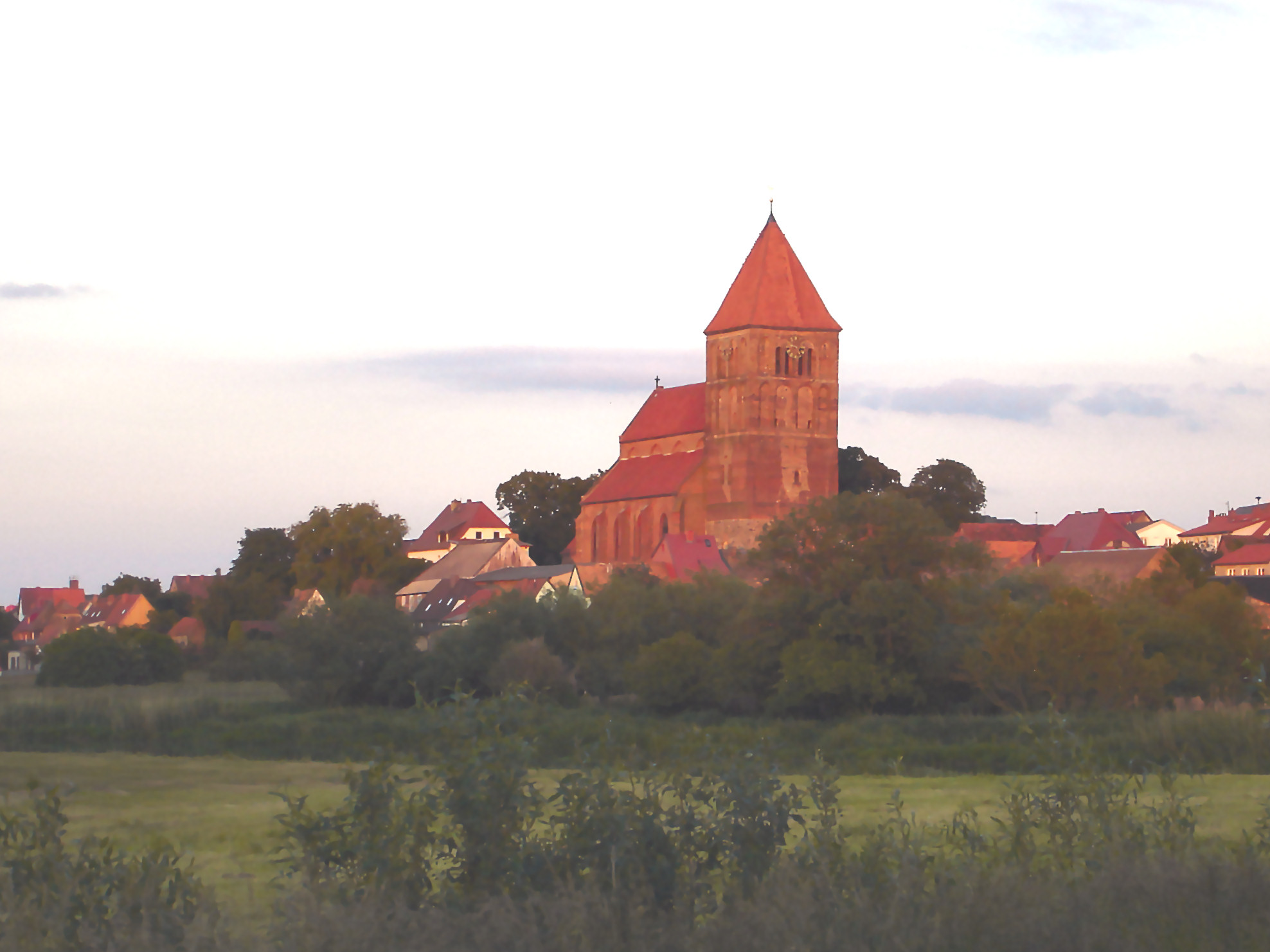
Tribsees

- Altstadt mit der zentralen Karl-Marx-Straße
- St.-Thomas-Kirche, Backsteingotik, 13./15. Jahrhundert, benannt nach dem Erzbischof von Canterbury Thomas Becket
- Mühlentor, Backsteingotik, 13. Jahrhundert
- Steintor, Backsteingotik, 13. Jahrhundert, mit Heimatmuseum
- Rathaus Tribsees von 1884
- Ehemaliges Postamt Tribsees vom Ende des 19. Jahrhunderts, Vor dem Steintor 5
- Geburtshaus des Malers Louis Douzette, Knochenhauerstraße 8
- Geburtshaus des Heimatdichters und Ehrenbürgers Heinrich Bandlow, Knochenhauerstraße 7
- Vorpommersches Kartoffelmuseum Tribsees von 2000, Kirchplatz
- Gedenkstele für die Opfer der Kriege und zum Gedenken an die Widerstandskämpfer gegen den Faschismus im Park in der Clara-Zetkin-Straße, aus den 1970er Jahren
- Gutshaus Landsdorf, neoklassizistischer Bau von nach 1862 mit Nord/Ost-Flügel von nach 1905
- Grenztalmoorbrücke der Autobahn A 20

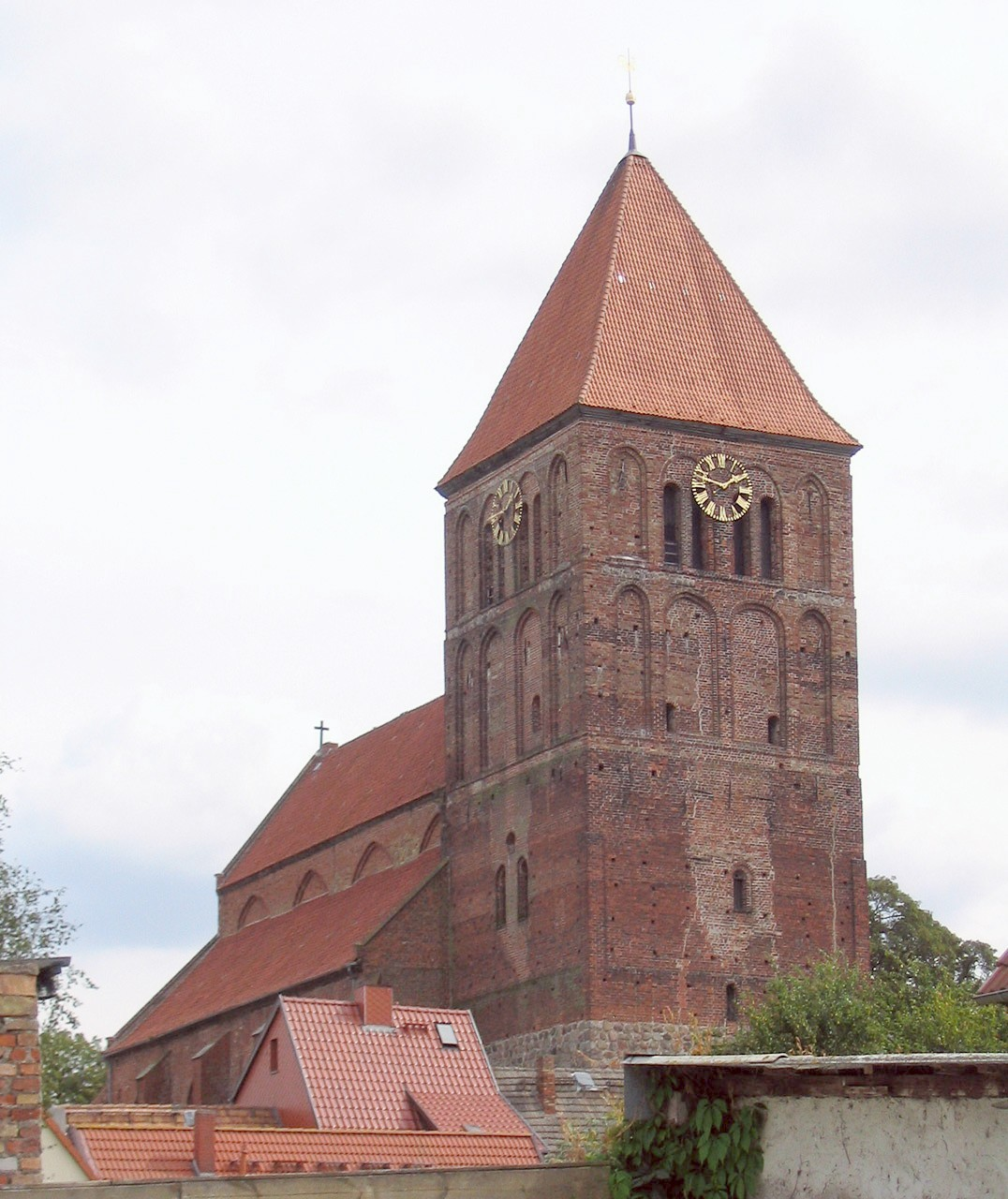
Thomaskirche
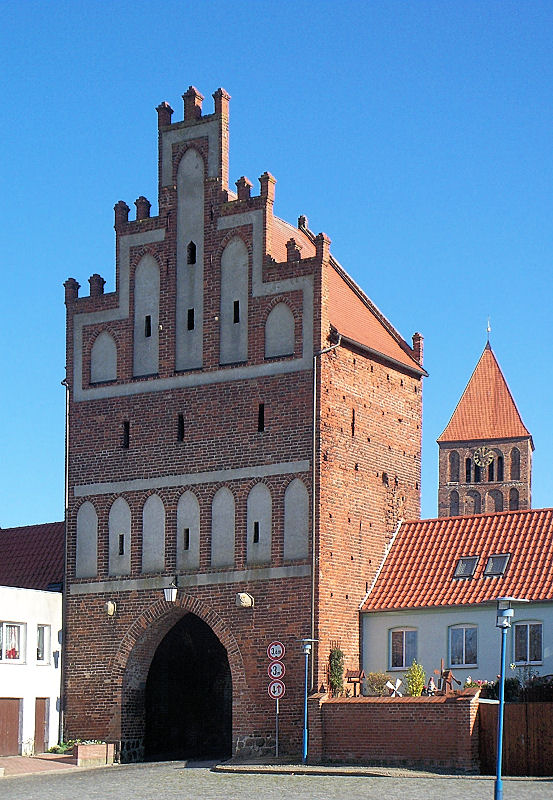
Mühlentor
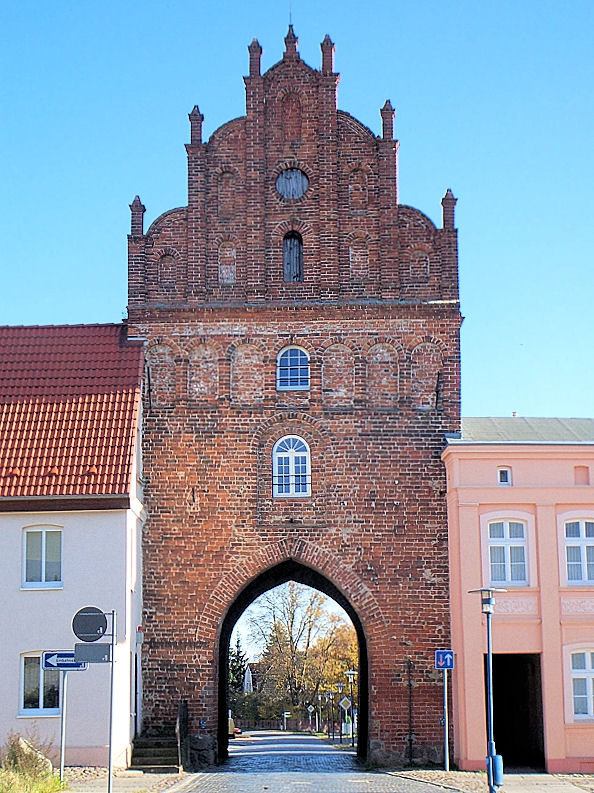
Steintor
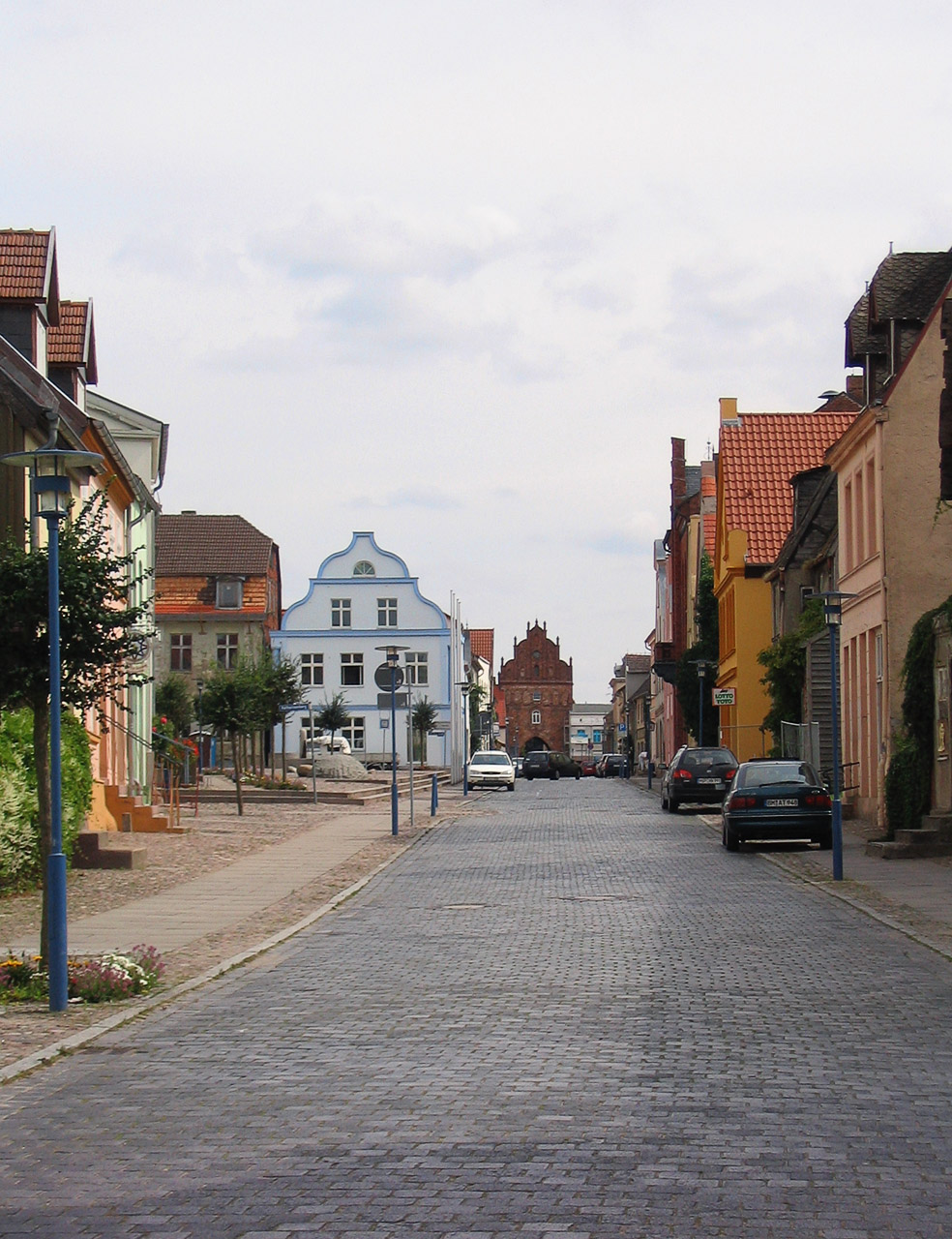
Hauptstraße mit Steintor

### Grünanlagen und Naherholung
- Gutspark Stremlow
- Turmhügel Stremlow
- Slawensiedlung mit Blockhäusern, Ställen, Einzäunungen, Brennofen, Teerschwelerei
- Gutspark Rekentin
- Grenztalmoor westlich von Tribsees mit zahlreichen Torfstichen des 18. bis 20. Jahrhunderts

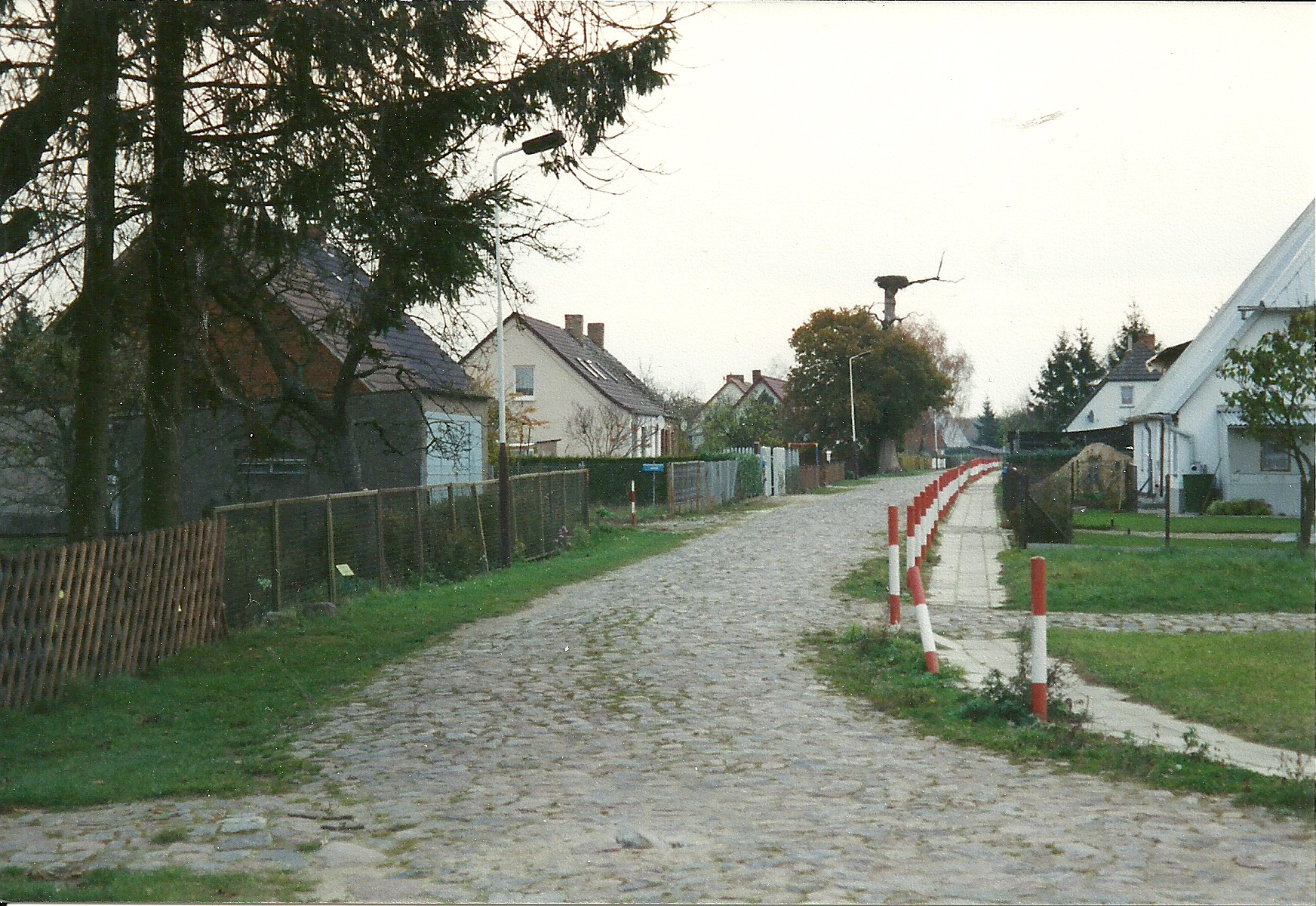
Dorfstraße Stremlow mit Storchenbaum
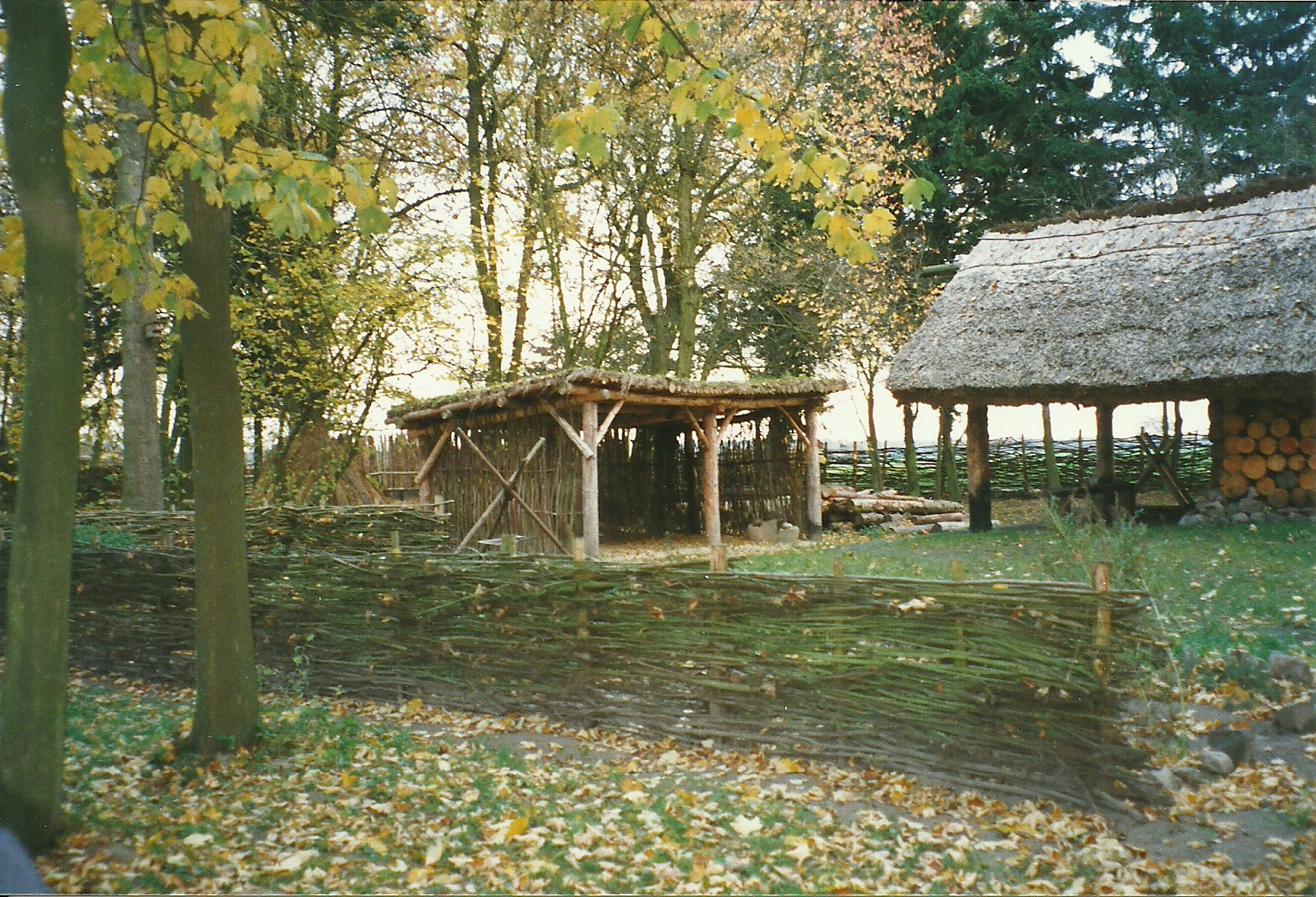
Slawensiedlung Stremlow
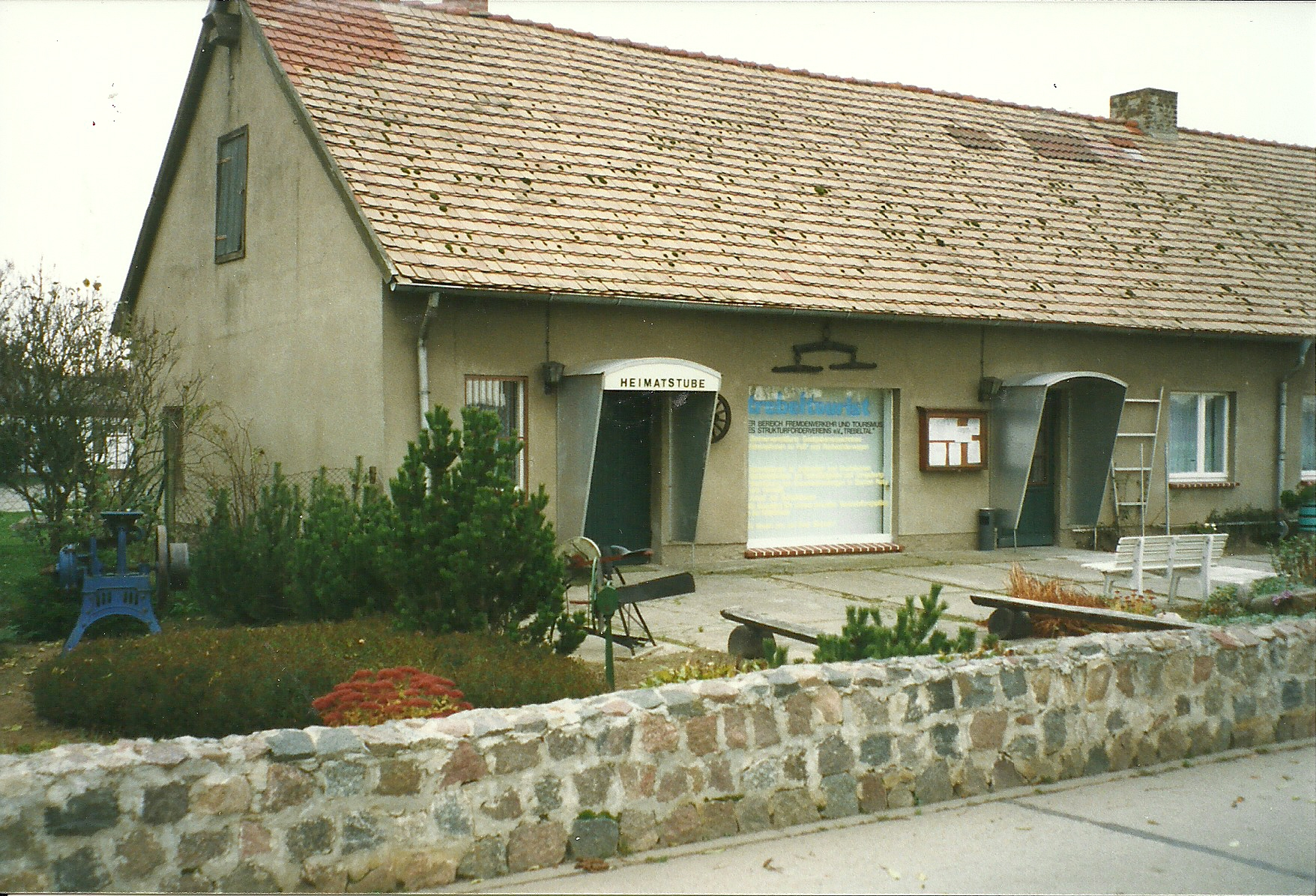
Heimatstube Stremlow
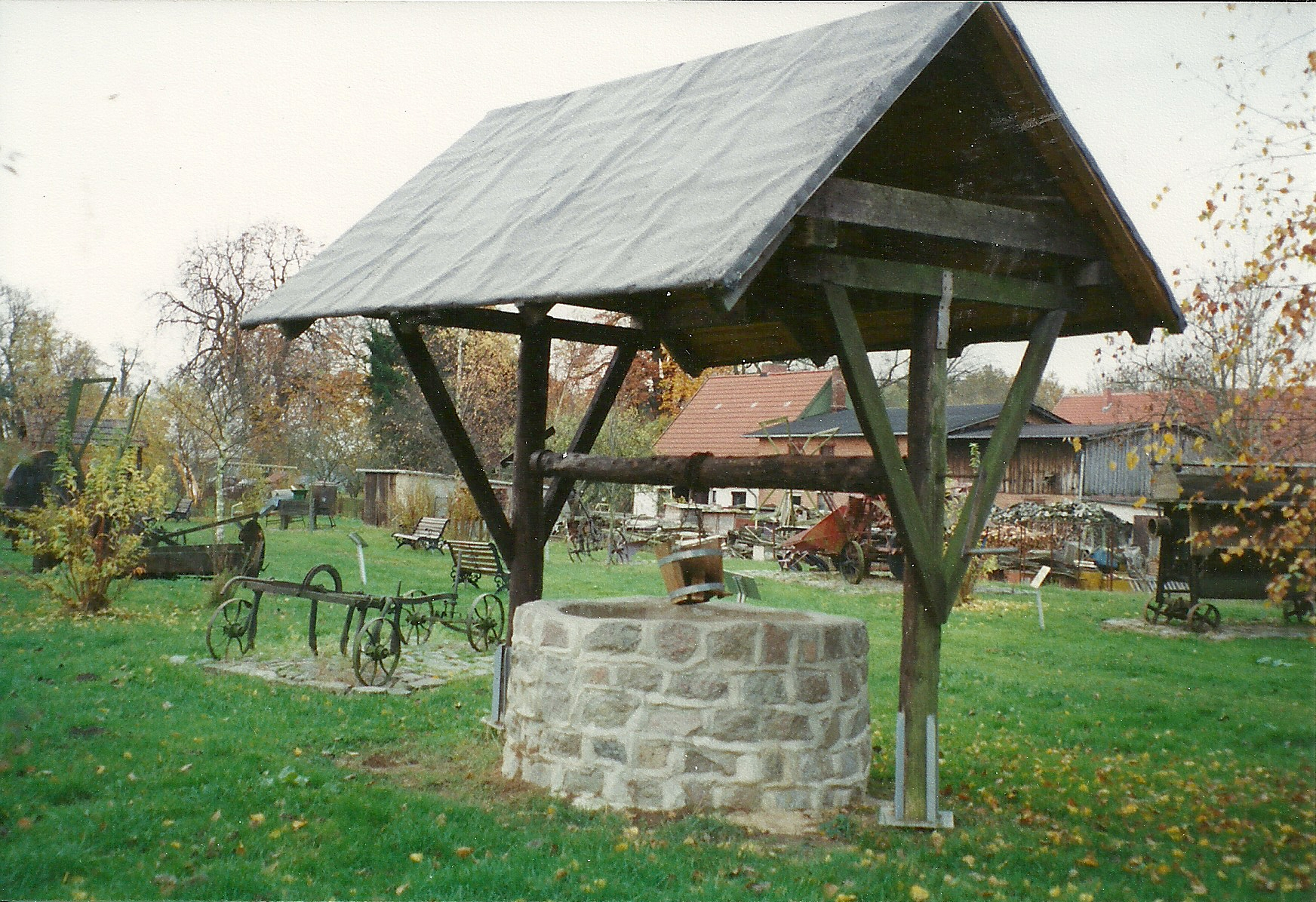
Stremlow: Ausstellung landwirtschaftlicher Geräte

## Wirtschaft und Infrastruktur

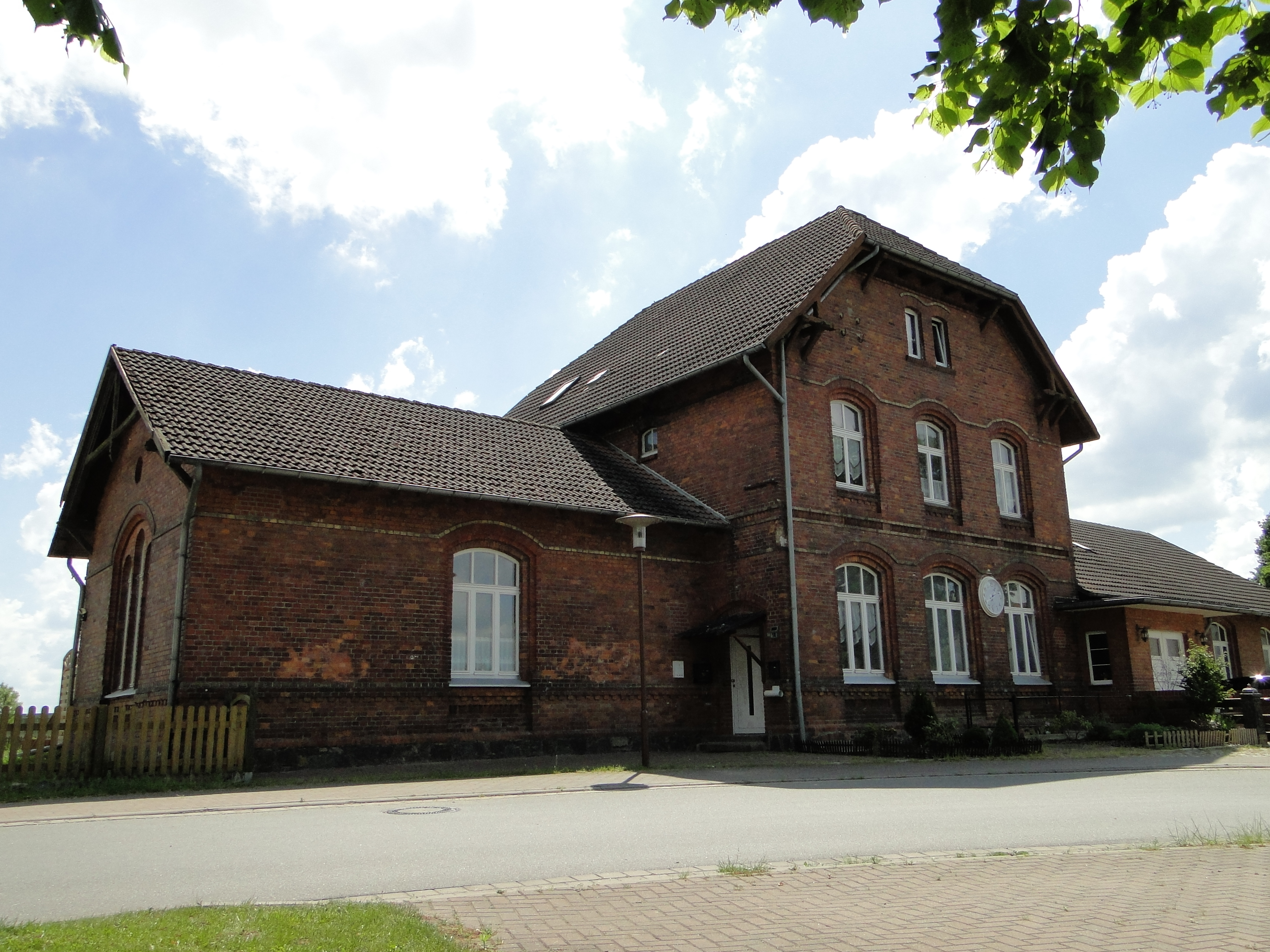
Bahnhof Tribsees

### Unternehmen
Die Stadt ist vor allem landwirtschaftlich geprägt. In Tribsees und vereinzelt in den Ortsteilen gibt es Gewerbeansiedlungen.

### Verkehr
Tribsees liegt an den Landesstraßen L 19 zwischen Bad Sülze und Grimmen und L 192 nach Franzburg.

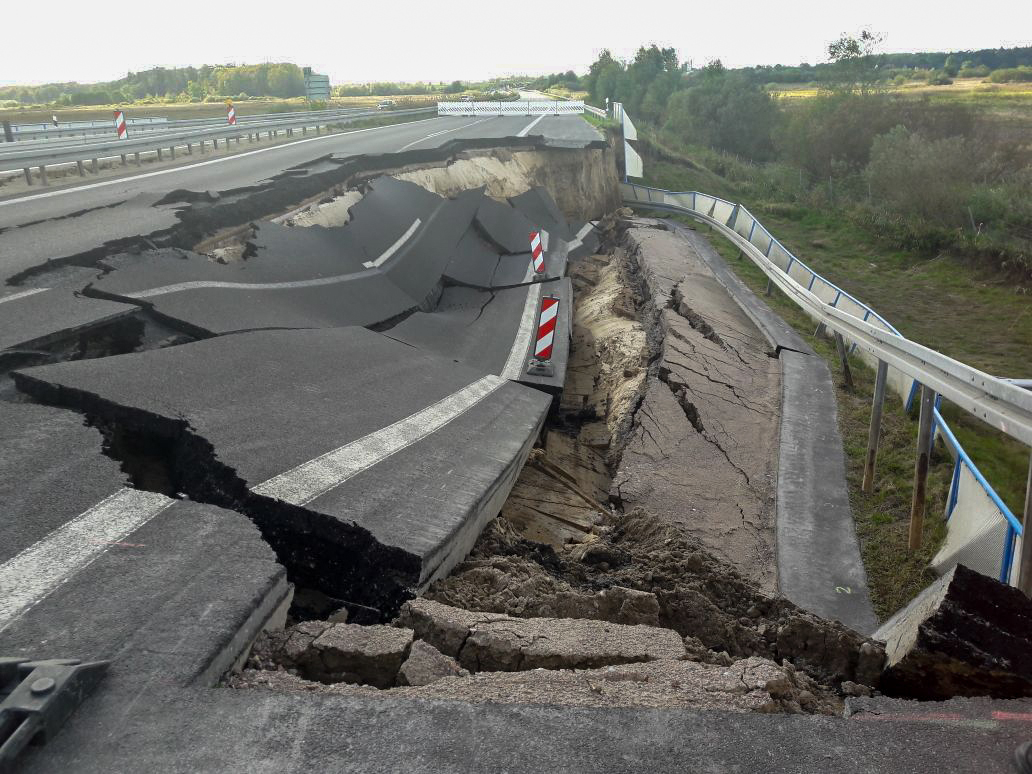
Versackung an der A 20

Im Süden der Stadt verläuft die Autobahn A 20 von Rostock über Neubrandenburg zum Autobahndreieck Uckermark. Da bei Tribsees die Gründung der Autobahn versagte, begann diese Ende 2017 großflächig abzusacken und musste in beide Richtungen gesperrt werden. Ab dem 11. Dezember 2018 wurde der Verkehr über eine Behelfsbrücke geführt, womit keine Umleitung mehr erforderlich war. Im August 2019 begannen die Bauarbeiten zur Wiederherstellung der Strecke. Am 29. Juni 2023 konnte die Autobahn erstmals wieder in voller Breite genutzt werden. Für den umfangreiche Neuaufbau auf dem moorigen Untergrund mussten bis zu diesem Zeitpunkt rund 180 Millionen Euro aufgewendet werden. Nacharbeiten zogen sich noch bis zum März 2024 hin.
Tribsees besitzt seit Stilllegung der Verbindung nach Velgast im Jahr 1995 keinen Eisenbahnanschluss mehr. Der Bahnhof Tribsees war einst Ausgangspunkt von Bahnstrecken nach Rostock, nach Velgast, nach Stralsund und nach Greifswald. Das unter Denkmalschutz stehende Gebäude wird heute als Wohnhaus genutzt.
Tribsees liegt am historischen Ostseezweig Via Baltica (Pilgerweg) des Jakobswegs.
An der Trebel befindet sich ein Wasserwanderrastplatz.

### Einrichtungen
- Rathaus Tribsees mit der Amtsverwaltung
- Regionale Schule mit Grundschule Recknitz-Trebeltal, Karl-Worm-Str. 2
- Heimatmuseum Tribsees, Am Kirchplatz 7
- Stadtbibliothek Tribsees, Am Kirchplatz 7
- Vorpommersches Kartoffelmuseum, Am Kirchplatz 7
- Kindertagesstätte Trebelforscher, Verbindungsweg 1a
- Jugendtreff, Vor dem Steintor 4
- AWO Senioreneinrichtungen, Verbindungsweg 33/35

## Persönlichkeiten

### Ehrenbürger
- Heinrich Bandlow (1855–1933), Schriftsteller
- 1996: Karl Worm (1911–1999), Heimatforscher und Stadtchronist[31]
- 2014: Johann Joachim Spalding (1714–1804), Theologe, zum 300. Geburtstag[32]

### Söhne und Töchter der Stadt
- Johann Joachim Spalding (1714–1804), Theologe
- Friedrich Andreas Stroth (1750–1785), Altphilologe und Theologe
- Louis Douzette (1834–1924), Maler
- Victor von Hennigs (1848–1930), Generalleutnant, in Stremlow geboren
- Waldemar von Hennigs (1849–1917), Generalleutnant, in Stremlow geboren
- Karl Behrens (1854–1906), Ingenieur und Unternehmer
- Heinrich Bandlow (1855–1933), Schriftsteller
- Heinrich Graf von Hardenberg (1902–1980), Diplomat, in Stremlow geboren
- Gerd Alpermann (1905–2001), Theologe und Genealoge
- Manfred Bleskin (1949–2014), Journalist und Fernsehmoderator, in Landsdorf geboren

### Mit Tribsees verbundene Persönlichkeiten
- Ludolf von Bülow (um 1275–1339), Archidiakon an der St.-Thomas-Kirche in Tribsees
- Bernhard Friedrich Mönnich (1741–1800), Mathematiker, in Tribsees aufgewachsen
- Heinrich Friedrich Haker (1823–1907), Kaufmann, in Tribsees aufgewachsen
- Fritz von Hennigs (1863–1919), Patronatsherr der St.-Thomas-Kirche in Tribsees
- Karl Worm (1911–1999), Heimatforscher und Stadtchronist
- Gerhard Dallmann (1926–2022), Pastor in Tribsees